# Papyrus 50

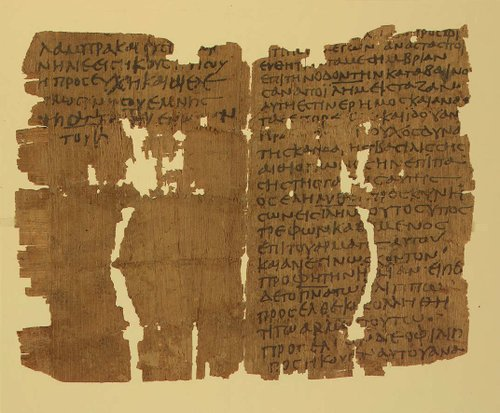
Papyrus 50; Hand 10:26-31

Papyrus 50 (Gregory-Aland), {\displaystyle {\mathfrak {P}}}50, is een oud handschrift op papyrus in het Grieks. Het bevat Handelingen 8:26-32 en 10:26-31.
Op grond van schrifttype wordt het handschrift ongeveer op de grens van 4e en 5e eeuw gedateerd.

## Beschrijving
De Griekse tekst is van een gemengd type. Het schrift heeft enkele eigenaardigheden en correcties. Aland plaatst het in Categorie III. De tekst stemt over het algemeen overeen met de Codex Sinaiticus en de Codex Vaticanus.
De nomina sacra worden afgekort.
Het wordt bewaard door de Yale University Library (P. Yale 1543) in New Haven (Connecticut).